# Hjortagylet
Hjortagylet är en sjö i Olofströms kommun i Blekingeoch Tingsryds kommun i Småland och ingår i Mörrumsåns huvudavrinningsområde.